# Michel de Trébizonde
Michel de Trébizonde ou Michel Grand Comnène (1285 - après 1355) est empereur de Trébizonde, quelques jours du 30 juillet 1341 au 7 août 1341 puis du 3 mai 1344 au 13 décembre 1349. Il est le plus jeune fils de l'empereur Jean II de Trébizonde et d'Eudoxie Paléologue.

## Biographie
Vers 1297, il est envoyé à Constantinople par sa mère et reste vraisemblablement dans la capitale byzantine jusqu'en 1341. Cette année, il est envoyé par le régent Jean V Paléologue pour réclamer le trône de Trébizonde à la suite de l'invitation de la faction des Scholarioi dirigée par Niketas et Grégoire. Michel est aussi destiné à épouser l'impératrice, Irène Paléologue.
Quand les trois vaisseaux de Michel atteignent Trébizonde le 30 juillet 1341, il trouve Irène déposée et sa propre nièce Anne Anachoutlou sur le trône. En tant que descendant mâle légitime de la dynastie régnante, Michel reçoit le soutien de la plupart de la population et est proclamé empereur. Des nobles, dirigés par le métropolite Akakios, le reçoivent en tant que seigneur et l'escortent jusqu'au palais. Dès la nuit tombée, cependant, les nobles emprisonnent Michel, ne souhaitant pas être dirigés par un monarque adulte et énergique. Les troupes d'Anne Anachoutlou dispersent les partisans de Michel et coulent ses navires. Le 7 août, il est déposé et transporté à Oinaion et de là à Limnia où il est fait prisonnier par le grand-duc Jean l'Eunuque.
Quand le propre fils de Michel, Jean III, devient empereur le 4 septembre 1342, Michel reste en prison. La direction incompétente de Jean exaspère ses principaux partisans et Niketas qui marche avec l'armée jusqu'à Limnia (où Jean l'Eunuque a récemment été tué) pour libérer Michel et retourner avec lui jusqu'à Trébizonde. Jean III est déposé, envoyé au monastère de Saint-Sabas sous la garde de soldats byzantins, et les nobles qui lui sont fidèles sont tués. Michel est couronné le 3 mai 1344.
Michel donne à Niketas le titre de grand-duc et est forcé de signer un document qui octroie à celui-ci et à ses ministres la quasi-totalité du pouvoir au sein de l'empire, promettant de rechercher leur conseil dans toutes ses actions. Cette expérimentation constitutionnelle est de courte durée, en raison d'une opposition croissante du peuple de Trébizonde. La population est furieuse de voir son empereur défait de son autorité effective et se soulève au cours d'une révolte contre l'oligarchie des Scholarioi. Michel comprend rapidement l'avantage d'une telle occasion. Il arrête et emprisonne Niketas en 1345. Il envoie aussi son fils Jean à Constantinople puis à Andrinople où il est gardé prisonnier pour l'empêcher de prendre la tête de la noblesse de Trébizonde.
Prenant avantage de la faiblesse et de l'instabilité de Trébizonde, les Turcomans attaquent l'empire en 1346, prenant Hagios Andreas et Oinaion. En outre, en septembre 1347, la peste noire frappe Trébizonde et fait rage durant 7 mois. Une autre invasion turcomane en 1348 est repoussée après une bataille qui dure 3 jours. Cette victoire ne renforce que faiblement le régime de Michel.
En 1348, les Génois prennent Kérassonte, la deuxième plus grande ville de l'empire. C'est la revanche du massacre de Génois perpétré par Trébizonde plusieurs années auparavant. En mai 1349, une expédition génoise provenant de Caffa est lancée contre Trébizonde. La petite flotte de l'empire dirigée par Michel Tzanichitès est détruite et les habitants de Trébizonde se vengent en tuant tous les Occidentaux qu'ils trouvent dans la ville. En fin de compte, la paix est trouvée avec les Génois, mais en échange de Kérassonte, ils obtiennent la forteresse de Léontokastron. À partir de cette date, les capacités commerciales de l'empire sont diminuées pour encore de longues années, alors que les Génois en viennent à diriger de plus en plus le lucratif commerce maritime de la mer Noire.
En 1349, Michel, souffrant, est à la fois discrédité et incapable de gouverner l'empire s'écroulant. Il est déposé le 13 décembre 1349 par le grand-duc Nikétas, qui est sorti de prison. Niketas et ses partisans placent sur le trône le fils de Basile, Jean, renommé Alexis III. Alexis III est envoyé à Trébizonde par l'empereur byzantin Jean VI Cantacuzène et arrive le 22 décembre.
Michel est contraint de devenir moine dans le monastère troglodyte de Saint-Sabas. En 1351, il est envoyé à Constantinople. Michel est libéré par Jean V Paléologue en 1355 et se dirige vers Trébizonde, espérant retrouver son trône. Sa tentative échoue et il retourne à Constantinople où il meurt quelques années plus tard.

## Postérité
Sa femme Acropolitissa, fille du noble Constantin Acropolite, lui donne un fils :
- Jean III de Trébizonde.